# Goč
Goč (szerbül: Гоч), település Szerbiában, a Raškai körzet Vrnjačka Banja-i községében.

## Népesség
- 1948-ban 309 lakosa volt.
- 1953-ban 289 lakosa volt.
- 1961-ben 300 lakosa volt.
- 1971-ben 224 lakosa volt.
- 1981-ben 155 lakosa volt.
- 1991-ben 79 lakosa volt.
- 2002-ben 68 lakosa volt, akik közül 67 szerb (98,52%) és 1 ismeretlen.